# Domicella
Domicella es un municipio de Italia situado en la provincia de Avellino, en la Campania. Cuenta con 1.834 habitantes (2009).

## Geografía
Situado en el lauretano en la baja Irpinia. 

## Demografía
| Gráfica de evolución demográfica de Domicella entre 1861 y 2001 |
|                                                                 |
| Fuente ISTAT - elaboración gráfica de Wikipedia                 |

## Historia
Situada sobre la ladera septentrional del monte Sarno o monte S. Angelo de Palma Campania (Na), domina la verde llanura campana. 
Debe a esta feliz posición el clima particularmente más suave. Aire fresco y brioso en verano, dulce en invierno cuando los vientos marinos mantienen alejadas las heladas, favoreciendo así una intensa y vigorosa vegetación. 
Todo esto unido hace agradable y saludable la vida en Domicella. 
Situado en una cuenca boscosa a los márgenes del Valle del Lauro, su territorio fue frecuentado sobre todo a partir de la época tardo-republicana, cuando asentamientos de carácter predominantemente agrícola, aparecen en toda la zona. 
Una gran villa rústica de edad imperial se encontró en 1929 sobre Palma-Laurel, durante el derribo de la vieja iglesia parroquial. 

El topónimo del municipio deriva del latín domus-célula (letra casa depósito, granero, también con el significado de vivienda de esclavos dedicados a la agricultura), o bien según otros, por domus coeli (letra Villa de Coelia, noble familia de latifundistas romanos cuya presencia está constatada en la época imperial). 
La localidad es mencionada en un documento del siglo XV de Ambrogio Leone con el nombre de Democella. 
La primera mención de la ciudad en Edad Media se ha encontrado en un acta notarial del año 979, donde se dice que el príncipe longobardo Pandolfo dona a Martino, abad de S. María de Spelonca, todo lo que posee sobre el territorio de Domicella.Un documento del año 982 menciona a Pietro, Giovanni y otros habitantes del casale que adoptarán acuerdos sobre un terreno  posito in Domucella ubi furche vocatur. Otro acto de donación de 1037 habla de un Caputo de loco Democella, finibus Lauri, que concede a la iglesia de S. María de Spelonca parte de sus propiedades en Scoropeta.  
El pequeño núcleo habitado ya estaba en posesión de una iglesia dedicada a la Virgen de la Gracia en 1093, año en que el mismo edificio fue donado por el obispo Sassone a los padres benedictinos de S. Lorenzo d'Aversa. 
En la segunda mitad del siglo XI, la casa fue comprada por los príncipes de Capua, Giordano y Riccardo, que encontramos mencionados en un acto del año 1087 en el que se confirma la pertenencia de la iglesia de S. María de Domocella al  la Abadía feudal de S. Lorenzo d0aversa, la cual entró definitivamente en posesión del burgo pocos años después. En 1187 tenía aún gran parte de las tierras y de las viviendas. 
Con el fin de la dominación normanda (1199) la casa fue incluida, del mismo modo que los otros pequeños centros del Valle, en el feudo de Lauro, y, en 1270, de Raimondo de Vaudemond. 
Posteriormente Domicella fue del Balzo (1277), de los Orsini de Nola (1352), de Sanseverino (1529), de Pignatelli (1541) y de los Lancellotti (1632). 
Administrativamente formó parte de la Terra di Lavoro y pasó en 1861 a la provincia Irpina con la constitución del Reino de Italia.

## Personalidades nacidas en Domicella
Alfonso Menna - Caballero de la Gran Cruz 